# (1558) Järnefelt
(1558) Järnefelt est un astéroïde de la ceinture principale.

## Description
(1558) Järnefelt est un astéroïde de la ceinture principale. Il fut découvert le 20 janvier 1942 à Turku par Liisi Oterma. Il présente une orbite caractérisée par un demi-grand axe de 3,22 UA, une excentricité de 0,03 et une inclinaison de 10,5° par rapport à l'écliptique.

## Compléments